# Vyjivka
 (décembre 2023).
Si vous disposez d'ouvrages ou d'articles de référence ou si vous connaissez des sites web de qualité traitant du thème abordé ici, merci de compléter l'article en donnant les références utiles à sa vérifiabilité et en les liant à la section « Notes et références ».
La Vyjivka (en ukrainien : Вижівка) est une rivière d'Ukraine, et un affluent droit de la Prypiat, dans le bassin hydrographique du Dniepr.

## Géographie
La Vyjivka est longue de 81 km et draine un bassin de 1 272 km2. Elle arrose l'oblast de Volhynie, dans le nord-ouest de l'Ukraine.
La Vyjivka arrose la commune urbaine de Stara Vyjivka.